# Colby Genoway
Colby Genoway (Morden, 12 dicembre 1983) è un ex hockeista su ghiaccio canadese.

## Statistiche
Statistiche aggiornate a luglio 2012.

### Club
| Stagione  | Squadra               | Stagione regolare | Stagione regolare | Stagione regolare | Stagione regolare | Stagione regolare | Stagione regolare | Playoff | Playoff | Playoff | Playoff | Playoff |
| Stagione  | Squadra               | Lega              | P                 | G                 | A                 | Pt                | PIM               | P       | G       | A       | Pt      | PIM     |
| --------- | --------------------- | ----------------- | ----------------- | ----------------- | ----------------- | ----------------- | ----------------- | ------- | ------- | ------- | ------- | ------- |
| 1999-2000 | Winkler Flyers        | MJHL              | -                 | -                 | -                 | -                 | -                 |         |         |         |         |         |
| 2000-2001 | Winkler Flyers        | MJHL              | 61                | 23                | 42                | 65                | -                 |         |         |         |         |         |
| 2002-2003 | Univ. of North Dakota | NCAA              | 31                | 1                 | 2                 | 3                 | 24                |         |         |         |         |         |
| 2003-2004 | Univ. of North Dakota | NCAA              | 40                | 11                | 23                | 34                | 22                |         |         |         |         |         |
| 2004-2005 | Univ. of North Dakota | NCAA              | 42                | 13                | 31                | 44                | 38                |         |         |         |         |         |
|           | Hartford Wolf Pack    | AHL               | 4                 | 0                 | 0                 | 0                 | 0                 |         |         |         |         |         |
| 2005-2006 | Hartford Wolf Pack    | AHL               | 77                | 26                | 35                | 61                | 78                | 13      | 4       | 8       | 12      | 10      |
| 2006-2007 | Portland Pirates      | AHL               | 41                | 8                 | 21                | 29                | 36                |         |         |         |         |         |
|           | Manitoba Moose        | AHL               | 32                | 1                 | 11                | 12                | 12                | 13      | 1       | 1       | 2       | 6       |
| 2007-2008 | Manitoba Moose        | AHL               | 67                | 15                | 34                | 49                | 37                | 6       | 0       | 4       | 4       | 6       |
| 2008-2009 | Mora                  | Allsvenskan       | 30                | 13                | 17                | 30                | 61                | 3       | 0       | 1       | 1       | 6       |
|           | Ilves                 | SM-liiga          | 11                | 7                 | 7                 | 14                | 8                 |         |         |         |         |         |
| 2009-2010 | HC Pardubice          | Czech             | 10                | 3                 | 4                 | 7                 | 6                 |         |         |         |         |         |
|           | Ilves                 | SM-liiga          | 32                | 4                 | 24                | 28                | 46                | 1*      | 0*      | 0*      | 0*      | 0*      |
| 2010-2011 | Lugano                | NLA               | 31                | 7                 | 11                | 18                | 26                | 4*      | 1*      | 6*      | 7*      | 12*     |
| 2011-2012 | Lausanne HC           | NLB               | 33                | 15                | 34                | 49                | 48                | 15      | 6       | 10      | 16      | 14      |

* = Playout

## Palmarès
- Coppa Spengler: 1

Team Canada: 2016
- Lega Nazionale B: 1

Losanna: 2012-2013
- Coppa di Svizzera: 1

Kloten: 2016-2017